# Arachova
Arachova  este un oraș în Grecia în prefectura Boeotia.